# Vidame de Châlons
Le titre de vidame de Châlons est un titre de noblesse du Moyen Âge dont le titulaire était chargé par les évêques de Châlons de mener l'armée et de percevoir les redevances féodales de la seigneurie.

## Origines
Les vidames de Châlons sont chargés par les évêques de Châlons de rendre la justice et de défendre les biens de l'évêché. Ils mènent l'armée des vassaux de l'évêque et protègent les églises. Ils exercent l'autorité civile et militaire. Le vidame est ainsi le premier des pairs de l'évêque, son premier baron et son chancelier, chargé de la garde de l'anneau épiscopal.
Au XIe siècle, la charge est transformée en fief et devient héréditaire. De simples officiers, les vidames deviennent ainsi vassaux de l'évêque et acquièrent une certaine importance. Le fief du vidamé consiste en un hôtel à côté du palais de l'évêque et en une portion de l'évêché.

## Liste des vidames de Châlons

### Branche de Châtillon
- Eustache de Châtillon († après 1084), premier vidame de Châlons connu. Le nom de son épouse est inconnu, mais il a au moins une fille, Gode de Châlons, qui épouse Hugues de Bazoches, fils puîné d'Hugues de Bazoches, seigneur de Bazoches, et de son épouse Basilie, qui suit.

### Branche de Bazoches
- Hugues Ier de Bazoches, qui devient vidame de Châlons en épousant Gode de Châlons, fille unique d'Eustache de Châtillon[2], seigneur de Matouges et vidame de Châlons, dont il a au moins deux enfants. Il aurait fait le voyage en Terre Sainte en 1124 et serait devenu Templier[3]
  - Eustache II de Châlons, qui suit.
  - Gautier de Châlons, qui devient prieur de Saint-Martin-des-Champs à Paris de 1168 à 1176, puis abbé de Cluny de 1176 à sa mort en 1177.
- Eustache II de Châlons († après 1161), vidame de Châlons à la mort de son père. Le nom de son épouse est inconnu mais il a au moins un enfant :
  - Hugues II de Châlons, qui suit.
- Hugues II de Châlons († avant 1231), vidame de Châlons à la mort de son père. Il épouse Hawide de Châtillon dont il a au moins un enfant :
  - Guermon ou Bermond de Châlons, qui suit.
- Guermon de Châlons ou Bermond de Châlons († après 1232). Il épouse Béatrix de Joinville, fille de Simon de Joinville, seigneur de Joinville, et d'Ermengarde de Montclair, dont il a au moins un enfant :
  - Hugues III de Châlons, qui suit.
- Hugues III de Châlons († vers 1276), vidame de Châlons à la mort de son père. Il fait construire l'hôtel du vidamé vers 1266. Il épouse Marguerite de Milly dont il a au moins deux enfants :
  - Jean Ier de Châlons, qui suit.
  - Ermine de Châlons, qui épouse Henri Ier de Grandpré, seigneur de Hans, d'où postérité.
- Jean Ier de Châlons († le 11 juillet 1302), vidame de Châlons à la mort de son père. Il meurt à la bataille des éperons d'or en 1302 à Courtrai. Il épouse une fille de Robert de Bazoches, seigneur de Bazoches, et de son épouse Brémonde, dont il a au moins une fille, qui épouse en tant que deuxième femme Hugues III de Conflans, seigneur d'Estoges, qui suit.

### Branche de Conflans
- Hugues III de Conflans († après 1295), seigneur d'Estoges, maréchal de Champagne et vidame de Châlons par son deuxième mariage. Il épouse en premières noces Beatrix, dame de Croisilles, avouée de Thérouanne, puis en secondes noces une fille de Jean, vidame de Châlons, dont il a un enfant.
  - de (1) : Eustache III de Conflans, qui succède à son père comme seigneur d'Estoges.
  - de (1) : Hugues de Conflans, seigneur de la Bouteillerie. Il épouse Blanche d’Esquoy, dont il a une fille.
  - de (1) : une fille qui épouse le seigneur de Brusières.
  - de (1) : Hélène de Conflans, abbesse d'Origny
  - de (1) : au moins deux autres filles.
  - de (2) : Jean de Conflans, dit le Vidame, qui suit.
- Jean II  de Conflans, dit le Vidame, seigneur de Vieilmaisons et de Vézilly et vidame de Châlons. Il épouse Isabelle de Lor, veuve de Rénier de Choiseul, seigneur d’Aigremont, fille de Renaud de Lor, châtelain de Laon, dont il a un enfant :
  - Jean III  de Conflans, qui suit.
- Jean III  de Conflans, seigneur de Vieilmaisons et de Vézilly et vidame de Châlons. Il vend le titre de vidame de Châlons à Gaucher de Châtillon en 1395 pour 1 850 livres avant de revenir sur ce contrat pour le revendre un mois plus tard pour 50 livres de plus à Louis, duc d'Orléans. Il épouse Peronne de Jouvengues, veuve de Gaucher d’Unchair, seigneur d’Armentières, dont il a un enfant.

### Branche d'Orléans
- Louis Ier d'Orléans, duc d'Orléans, il achète la charge de vidame de Châlons pour 1 900 livres.
- Philippe d'Orléans, comte de Vertus, deuxième fils du précédent. Il vend la charge de vidame de Châlons en 1415 à Jean de Prosne.

### Autres vidames de Châlons
- Jean de Prosne, achète la charge de vidame de Châlons en 1415 à Philippe d'Orléans.
- Jean des Armoise, gendre du précédent, devient vidame de Châlons en 1424.
- Claude Toniel d'Espense, vidame de Châlons en 1460.
- Nicolas Roulin et Claudette de Bazoches, sa belle-sœur, pour moitié chacun en 1470.
- Monsieur de Mont-Laurent, vidame de Châlons en 1569.
- Philippe de Thomassin, seigneur de Braux-Sainte-Cohière, gouverneur et vidame de Châlons, gentilhomme de la chambre du roi, qui meurt en 1608.
- Louis Potier, comte de Gesvres, vidame de Châlons mais vend sa charge en 1603 à Pierre Guillaume.
- Pierre Guillaume, contrôleur des gabelles. Il achète la charge de vidame de Châlons en 1603. Un arrêt du parlement de lui interdit de prendre le titre d'écuyer.
- François Guillaume, probablement un parent du précédent, vidame de Châlons en 1693.
- Lenoir des Aunelles, vidame de Châlons en 1785.

## Pour approfondir